# ドナドナ
「ドナドナ」 (Dana Dana, Dona Dona, Donna Donna, Donay Donay) は、世界の多くの国で歌われているイディッシュ（中東欧ユダヤ文化）の歌である。

## 歴史

### 原曲
1938年に Dana Dana （ダナダナ）として作られたイディッシュ語の歌で、ウクライナ生まれのユダヤ系アメリカ人ショロム・セクンダ作曲、ベラルーシ生まれのユダヤ系アメリカ人アーロン・ゼイトリン原作詞である。1940年から1941年にイディッシュ語ミュージカル Esterke に使われた。別名は Dos Kelbl （子牛）。
牧場から市場へ売られていくかわいそうな子牛を歌っており、これに関して、ユダヤ人がナチスによって強制収容所に連行されていくときの様子を子牛に見立てた反戦歌とする説があるが、前述の通りこの曲は1938年に作られ、ミュージカルで1940年に使用されているため、1942年に始まったナチスによるホロコーストの描写という説明は史実と矛盾している。
ただし、ヨーロッパにおけるユダヤ人排除の歴史はホロコースト以前から存在しており、現在でも反ユダヤ主義を批判した歌として歌われることがある。
1938年半ばからユダヤ人も「反社会分子」とみなされるようになりはじめ、1938年11月9日の水晶の夜事件後には事件で逮捕されたユダヤ人が3万人も一挙に強制収容所に移送されたため、一時は強制収容所の囚人のほとんどがユダヤ人と化した。ただし水晶の夜の際に逮捕されたユダヤ人は国外へ移住することを条件としてほとんどが数週間にして釈放されているため、このときのユダヤ人の囚人の急増は一時的なものだった。
1938年10月28日 約1万7000人のポーランド系ユダヤ人がドイツ軍によって追放され強制的にポーランドへ移送されている。

### 英語版
1956年にアーサー・ゲヴェスとテディ・シュワルツが英訳して歌い、その後ジョーン・バエズが Donna Donna として1961年に発売し大ヒット。日本では「ドンナ・ドンナ」として1964年に発売された。
曲名が「ダナ」から「ドナ」に改変されたのも、この英訳時である。
この英訳詞は、日本ではザ・ブロードサイド・フォー（1966年、LP『フォーク・ソング・ベスト・ヒット（第1集）』。曲名は「ドナ・ドナ・ドンナ」）や森山良子（2015年、CD『フォークソングの時代』）らがカバーしている。

### フランス語版
クロード・フランソワが歌った。タイトルは「Donna Donna (Le petit garçon)」というように副題が付けられており、歌詞も子牛ではなく、男の子のことを歌っている。このバージョンは、『サ・リュ・レ・コパン』のヒット・パレードで1964年12月に第3位を獲得した。日本では「ドナ・ドナ・ドーナ」として1965年に発売された。

### 日本語版
1964年4月、デューク・エイセスのシングル「花はどこへいった」のB面として漣健児の訳詞により「ドナ・ドナ・ドーナ」として発表された。
続いて1965年3月、ザ・ピーナッツのシングル「かえしておくれ今すぐに」のB面として安井かずみの訳詞により「ドンナ・ドンナ」として発表された。同年、フランス・ギャルのシングル「夢みるシャンソン人形（日本語版）」のB面で、クロード・フランソワが「ドナ・ドナ・ドーナ」というタイトルでザ・ピーナッツ版の日本語詞を歌った。
1966年2月から3月まで、同じく安井の訳詞で若干異なる内容のものが、岸洋子の歌により、NHKの歌番組『みんなのうた』で「ドナドナ」として放送された。
1967年、ペギー葉山のLP『ペギーの“ファミリーショー”』に、あらかはひろしの訳詞により「ドナ・ドナ」として収録された。
アニメ『少女革命ウテナ』第16話「幸せのカウベル」の挿入歌として使用され、1997年発売のアルバム『少女革命ウテナ バーチャルスター発生学』にロイヤルナイツの1970年代の録音が（歌詞は1・2番が日本語、最後のリフレインが英語）、1998年発売のアルバム『少女革命ウテナ さあ、私とエンゲージして…』にNHK東京放送児童合唱団の歌が（歌詞は安井かずみによる『みんなのうた』版の日本語詞）それぞれ収録されたている。
小学校・中学校・高等学校の音楽の教科書にも掲載された。

## 歌詞

### イディッシュ語原詩
אויפֿן פֿירל ליגט דאָס קעלבל,

ליגט געבונדן מיט אַ שטריק,

הויך אין הימל פֿליט דאָס שװעלבל,

פֿרײט זיך, דרײט זיך הין און קריק.

לאַכט דער װינט אין קאָרן,

לאַכט און לאַכט און לאַכט,

לאַכט ער אָפּ אַ טאָג, אַ גאַנצן

מיט אַ האַלבער נאַכט.

דאָנאַ, דאָנאַ, דאָנאַ, דאָנאַ,

דאָנאַ, דאָנאַ, דאָנאַ, דאָנאַ, דאַ,

דאָנאַ, דאָנאַ, דאָנאַ, דאָנאַ,

דאָנאַ, דאָנאַ, דאָנאַ, דאַ.

שרײַט דאָס קעלבל, זאָגט דער פּויער:

װער־זשע הײסט דיך זײַן אַ קאַלב?

װאָלסט געקענט צו זײַן אַ פֿויגל,

װאָלסט געקענט צו זײַן אַ שװאַלב.

לאכט דער װינט אין קאָרן ......

בלידנע קעלבער טוט מען בינדן,

און מען שלעפּט זײ און מען שעכט,

װער ס'האָט פֿליגל, פֿליט אַרױפֿצו,

איז בײַ קײנעם ניט קײן קנעכט. 

### 「ドナ」の解釈
- 牛を追うときの掛け声を表す[5]。
- 「アドナイ」（我が主よ）の短縮形。ただし、原題は「ダナ」であり、「ドナ」となったのは英訳時の改変である。

## アレンジ等
もの悲しげな旋律で知られるこの曲にもアレンジが存在する。
- 1988年、SUPER BADがシングル「ドナドナ」をリリース。旋律が明るめにアレンジされている。歌詞は安井かずみによる日本語詞（1番はザ・ピーナッツ版、2番は『みんなのうた』版）をベースに、一部の歌詞が変更されている。
- 1999年、聖飢魔IIが同曲をモチーフに、アルバム『LIVING LEGEND』に「戦慄のドナドナ」を収録（楽曲自体は全くのオリジナル）。伝染病と医療問題をプラクティカルなジョークにからめた（ドナドナとドナーを掛けてもいる）、バンドが得意とする諷刺ソングとなっている。
- 2001年、毒殺テロリストがアルバム『ベスト! 毒殺テロリスト1』に、『ドナドナ〜人身売買〜』というタイトルで収録。歌詞は1番が安井かずみによる『みんなのうた』版の日本語詞で、2番はオリジナルの日本語詞。
- 2007年、スワベジュンイチがRemixカヴァー。トランスmixとデスメタルmixを収録し『Dona Dona』というタイトルでリリース。歌詞は安井かずみによる『みんなのうた』版の日本語詞。
- 2007年、Chocolat & Akitoがカヴァー。アルバム『Tropical』に収録。歌詞は安井かずみによる『みんなのうた』版の日本語詞。
- 2009年、筋肉少女帯が同曲をモチーフに、アルバム『シーズン2』に「ドナドナ」を収録（楽曲自体は全くのオリジナル）。本曲の中では、ドナドナを人物であるかのように描写されている。

## インターネットスラング
歌の内容から転じたネットスラングで、食肉処理場等へ家畜が輸送される、あるいは犯罪を犯して所轄の警察署に連行される、さらにはイベント会場で迷惑行為を行って会場スタッフやガードマンにバックヤードに連れて行かれることのほか、人が辛い事が待つ場所へ連れていかれる様を「ドナドナ」と表現することがあり、新任講師や新任教員が地方や離島に赴任することは「ドナドナ子牛」または単に「ドナ」と表現されることがある。
園庭のない保育園等でカートに詰め込まれて児童が近隣の空地、公園等へ運ばれる移動風景、もしくはカートそのものを指して「ドナドナ」と言う。
故障した車がレッカー車で運ばれる、鉄道車両の廃車回送など、何らかの形の別れをも「ドナドナ」と呼ぶことがある。